# A Grimm epizódjainak listája
A Grimm című amerikai sorozat premierje 2011. október 28-án volt az NBC televíziós csatornán az Amerikai Egyesült Államokban, a sorozat 6 évad után 2017. március 31-én befejeződött.

## Évadáttekintés
| Évad | Évad | Részek száma | Részek száma | Eredeti sugárzás    | Eredeti sugárzás  | Eredeti adó | Magyar sugárzás     | Magyar sugárzás     | Magyar adó |
| Évad | Évad | Részek száma | Részek száma | Évadbemutató        | Évadzáró          | Eredeti adó | Évadbemutató        | Évadzáró            | Magyar adó |
| ---- | ---- | ------------ | ------------ | ------------------- | ----------------- | ----------- | ------------------- | ------------------- | ---------- |
|      | 1.   | 22           | 22           | 2011. október 28.   | 2012. május 8.    | NBC         | 2012. február 10.   | 2012. november 16.  | TV2        |
|      | 2.   | 22           | 22           | 2012. augusztus 13. | 2013. május 21.   | NBC         | 2012. november 23.  | 2013. szeptember 5. | TV2        |
|      | 3.   | 22           | 22           | 2013. október 25.   | 2014. május 16.   | NBC         | 2014. január 23.    | 2015. május 5.      | TV2        |
|      | 4.   | 22           | 22           | 2014. október 24.   | 2015. május 15.   | NBC         | 2016. március 22.   | 2016. május 21.     | Viasat 6   |
|      | 5.   | 22           | 22           | 2015. október 30.   | 2016. május 20.   | NBC         | 2016. november 29.  | 2017. február 7.    | Viasat 6   |
|      | 6.   | 13           | 13           | 2017. január 6.     | 2017. március 31. | NBC         | 2017. szeptember 9. | 2018. április 30.   | TV2        |

## Epizódok

### Első évad (2011-2012)
| Sor. | Év. | Cím                                          | Rendező         | Író                               | Premier                              | Nézettség   |
| ---- | --- | -------------------------------------------- | --------------- | --------------------------------- | ------------------------------------ | ----------- |
| 1.   | 1.  | Bevezető rész (Pilot)                        | Marc Buckland   | David Greenwalt & Jim Kouf        | 2011. október 28. 2012. február 10.  | 6,56 millió |
| 2.   | 2.  | Lássuk a medvét! (Bears Will Be Bears)       | Norberto Barba  | David Greenwalt & Jim Kouf        | 2011. november 4. 2012. február 17.  | 6,01 millió |
| 3.   | 3.  | Lépre csalva (Beeware)                       | Darnell Martin  | Cameron Litvack & Thania St. John | 2011. november 11. 2012. február 14. | 5,18 millió |
| 4.   | 4.  | Végzetes vonzerő (Lonelyhearts)              | Michael Waxman  | Alan DiFiore & Dan E. Fesman      | 2011. november 18. 2012. március 2.  | 5,44 millió |
| 5.   | 5.  | Haláltánc (Danse Macabre)                    | David Solomon   | David Greenwalt & Jim Kouf        | 2011. december 8. 2012. március 9.   | 4,09 millió |
| 6.   | 6.  | Farkasok (The Three Bad Wolves)              | Clark Mathis    | Naren Shankar & Sarah Goldfinger  | 2011. december 9. 2012. március 16.  | 5,43 millió |
| 7.   | 7.  | Hagyd magad! (Let Your Hair Down)            | Holly Dale      | Sarah Goldfinger & Naren Shankar  | 2011. december 16. 2012. március 23. | 5,16 millió |
| 8.   | 8.  | Ogre-játék (Game Ogre)                       | Terrence O'Hara | Cameron Litvack & Thania St. John | 2012. január 13. 2012. március 30.   | 4,65 millió |
| 9.   | 9.  | Egérfogó (Of Mouse and Man)                  | Omar Madha      | Alan DiFiore & Dan E. Fesman      | 2012. január 20. 2012. április 6.    | 5,92 millió |
| 10.  | 10. | Szervkereskedők (Organ Grinder)              | Clark Mathis    | Akela Cooper & Spiro Skentzos     | 2012. február 3. 2012. április 13.   | 4,79 millió |
| 11.  | 11. | Pókháló (Tarantella)                         | Peter Werner    | Alan DiFiore & Dan E. Fesman      | 2012. február 10. 2012. április 20.  | 5,30 millió |
| 12.  | 12. | Véres játék (Last Grimm Standing)            | Michael Watkins | Naren Shankar & Sarah Goldfinger  | 2012. február 24. 2012. április 27.  | 4,79 millió |
| 13.  | 13. | Rossz pénz (Three Coins in a Fuchsbau)       | Norberto Barba  | David Greenwalt & Jim Kouf        | 2012. március 2. 2012. május 4.      | 5,30 millió |
| 14.  | 14. | Tollaskígyó (Plumed Serpent)                 | Steven DePaul   | Alan DiFiore & Dan E. Fesman      | 2012. március 9. 2012. május 11.     | 5,05 millió |
| 15.  | 15. | Álmok szigete (Island of Dreams)             | Rob Bailey      | Jim Kouf & David Greenwalt        | 2012. március 30. 2012. május 18.    | 4,15 millió |
| 16.  | 16. | Madárlesen (The Thing with Feathers)         | Darnell Martin  | Richard Hatem                     | 2012. április 6. 2012. május 25.     | 4,45 millió |
| 17.  | 17. | Szerelmi mámor (Love Sick)                   | David Solomon   | Catherine Butterfield             | 2012. április 13. 2012. október 12.  | 4,96 millió |
| 18.  | 18. | Vadászidény (Cat and Mouse)                  | Felix Alcala    | Jose Molina                       | 2012. április 20. 2012. október 19.  | 4,56 millió |
| 19.  | 19. | Hód volt, hód nem volt (Leave It to Beavers) | Holly Dale      | Nevin Densham                     | 2012. április 27. 2012. október 26.  | 4,33 millió |
| 20.  | 20. | Mostohaélet (Happily Ever Aftermath)         | Terrence O'Hara | David Greenwalt & Jim Kouf        | 2012. május 4. 2012. november 2.     | 4,73 millió |
| 21.  | 21. | Nagyláb (Big Fee)                            | Omar Madha      | Richard Hatem                     | 2012. május 11. 2012. november 9.    | 4,45 millió |
| 22.  | 22. | A fekete ruhás nő (Woman in Black)           | Norberto Barba  | David Greenwalt & Jim Kouf        | 2012. május 18. 2012. november 16.   | 5,10 millió |

### Második évad (2012-2013)
| Sor. | Év. | Cím                                           | Rendező          | Író                                    | Premier                                | Nézettség   |
| ---- | --- | --------------------------------------------- | ---------------- | -------------------------------------- | -------------------------------------- | ----------- |
| 23.  | 1.  | Kardfog (Bad Teeth)                           | Norberto Barba   | Jim Kouf & David Greenwalt             | 2012. augusztus 13. 2012. november 23. | 5,67 millió |
| 24.  | 2.  | A csók (The Kiss)                             | Terrence O'Hara  | Jim Kouf & David Greenwalt             | 2012. augusztus 20. 2012. november 30. | 4,90 millió |
| 25.  | 3.  | Telihold (Bad Moon Rising)                    | David Solomon    | Richard Hatem                          | 2012. augusztus 27. 2012. december 7.  | 4,67 millió |
| 26.  | 4.  | Járvány (Quill)                               | David Straiton   | David Simkins                          | 2012. szeptember 3. 2012. december 14. | 4,62 millió |
| 27.  | 5.  | A jó pásztor (The Good Shepherd)              | Steven DePaul    | Dan E. Fesman                          | 2012. szeptember 28. 2013. január 4.   | 5,32 millió |
| 28.  | 6.  | Csak a holttestemen át! (Over My Dead Body)   | Rob Bailey       | Spiro Skentzos                         | 2012. október 5. 2012. december 10.    | 5,29 millió |
| 29.  | 7.  | Borzalom (The Bottle Imp)                     | Darnell Martin   | Alan DiFiore                           | 2012. október 12. 2012. december 17.   | 5,01 millió |
| 30.  | 8.  | Versenyszellem (The Other Side)               | Eric Laneuville  | William Bigelow                        | 2012. október 19. 2012. december 24.   | 5,03 millió |
| 31.  | 9.  | A síró asszony (La Llorona)                   | Holly Dale       | Akela Cooper                           | 2012. október 26. 2012. december 31.   | 6,11 millió |
| 32.  | 10. | A vég órája (The Hour of Death)               | Peter Werner     | Sean Calder                            | 2012. november 2. 2013. február 7.     | 5,64 millió |
| 33.  | 11. | Az emberevő (To Protect and Serve Man)        | Omar Madha       | Dan E. Fesman                          | 2012. november 9. 2013. február 14.    | 5,21 millió |
| 34.  | 12. | Boszorkányság (Season of the Hexenbiest)      | Karen Gaviola    | Jim Kouf & David Greenwalt             | 2012. november 16. 2013. február 21.   | 5,03 millió |
| 35.  | 13. | Ütközőpont (Face Off)                         | Terrence O'Hara  | Jim Kouf & David Greenwalt             | 2013. március 8. 2013. július 4.       | 4,90 millió |
| 36.  | 14. | Született keverékek (Natural Born Wesen)      | Michael Watkins  | Thomas Ian Griffith & Mary Page Keller | 2013. március 15. 2013. július 11.     | 4,91 millió |
| 37.  | 15. | A homokember (Mr. Sandman)                    | Norberto Barba   | Alan DiFiore                           | 2013. március 22. 2013. július 18.     | 5,00 millió |
| 38.  | 16. | Névtelen (Nameless)                           | Charles Haid     | Akela Cooper                           | 2013. március 29. 2013. július 25.     | 4,86 millió |
| 39.  | 17. | Baklövés (One Angry Fuchsbau)                 | Terrence O'Hara  | Richard Hatem                          | 2013. április 5. 2013. augusztus 1.    | 5,13 millió |
| 40.  | 18. | Tűzgyűrű (Volcanalis)                         | David Grossman   | Jim Kouf & David Greenwalt             | 2013. április 26. 2013. augusztus 8.   | 4,85 millió |
| 41.  | 19. | Veszélyeztetett faj (Endangered)              | David Straiton   | Spiro Skentzos                         | 2013. április 30. 2013. augusztus 15.  | 5,77 millió |
| 42.  | 20. | A múzsa csókja (Kiss of the Muse)             | Tawnia McKiernan | Sean Calder                            | 2013. május 7. 2013. augusztus 22.     | 5,67 millió |
| 43.  | 21. | Az élőhalottak (The Waking Dead)              | Steven DePaul    | Jim Kouf & David Greenwalt             | 2013. május 14. 2013. augusztus 29.    | 5,36 millió |
| 44.  | 22. | Jó éjt, nemes Grimm! (Goodnight, Sweet Grimm) | Norberto Barba   | Jim Kouf & David Greenwalt             | 2013. május 21. 2013. szeptember 5.    | 4,99 millió |

### Harmadik évad (2013-2014)
| Sor. | Év. | Cím                                                      | Rendező               | Író                        | Premier                              | Nézettség   |
| ---- | --- | -------------------------------------------------------- | --------------------- | -------------------------- | ------------------------------------ | ----------- |
| 45.  | 1.  | Élve vagy halva (The Ungrateful Dead)                    | Norberto Barba        | Jim Kouf & David Greenwalt | 2013. október 25. 2014. január 23.   | 6,15 millió |
| 46.  | 2.  | Hol volt, hol nem volt... (PTZD)                         | Eric Laneuville       | Jim Kouf & David Greenwalt | 2013. november 1. 2014. január 30.   | 4,96 millió |
| 47.  | 3.  | Édes a bosszú (A Dish Best Served Cold)                  | Karen Gaviola         | Rob Wright                 | 2013. november 8. 2014. február 6.   | 4,88 millió |
| 48.  | 4.  | Egyéjszakás kaland (One Night Stand)                     | Steven DePaul         | Sean Calder                | 2013. november 15. 2014. február 13. | 5,81 millió |
| 49.  | 5.  | El Cucuy (El Cucuy)                                      | John Behring          | Michael Golamco            | 2013. november 29. 2014. február 20. | 5,73 millió |
| 50.  | 6.  | Történetek az utókornak (Stories We Tell Our Young)      | Aaron Lipstadt        | Michael Duggan             | 2013. december 6. 2015. március 10.  | 6,32 millió |
| 51.  | 7.  | Hidegvér (Cold Blooded)                                  | Terrence O'Hara       | Thomas Ian Griffith        | 2013. december 13. 2015. március 10. | 4,88 millió |
| 52.  | 8.  | Karácsonyi rémek (Twelve Days of Krampus)                | Tawnia McKiernan      | Dan E. Fesman              | 2013. december 13. 2015. március 17. | 4,88 millió |
| 53.  | 9.  | Vörös veszedelem (Red Menace)                            | Allan Kroeker         | Alan DiFiore               | 2014. január 3. 2015. március 17.    | 5,68 millió |
| 54.  | 10. | Macskaszemek (Eye of the Beholder)                       | Peter Werner          | Thomas Ian Griffith        | 2014. január 10. 2015. március 24.   | 5,33 millió |
| 55.  | 11. | A jó katona (The Good Soldier)                           | Rashaad Ernesto Green | Rob Wright                 | 2014. január 17. 2015. március 24.   | 5,71 millió |
| 56.  | 12. | Vadászat (The Wild Hunt)                                 | Rob Bailey            | Jim Kouf & David Greenwalt | 2014. január 24. 2015. március 31.   | 5,88 millió |
| 57.  | 13. | Megvilágosodás (Revelation)                              | Terrence O'Hara       | Jim Kouf & David Greenwalt | 2014. február 28. 2015. március 31.  | 5,32 millió |
| 58.  | 14. | Anyai szív (Mommy Dearest)                               | Norberto Barba        | Brenna Kouf                | 2014. március 7. 2015. április 7.    | 5,65 millió |
| 59.  | 15. | Istenek voltunk (Once We Were Gods)                      | Steven DePaul         | Alan DiFiore               | 2014. március 14. 2015. április 7.   | 5,63 millió |
| 60.  | 16. | Kész cirkusz (The Show Must Go On)                       | Paul A. Kaufman       | Marc Gaffen & Kyle McVey   | 2014. március 21. 2015. április 14.  | 5,71 millió |
| 61.  | 17. | Szinkronicitás (Synchronicity)                           | David Solomon         | Michael Golamco            | 2014. április 4. 2015. április 14.   | 4,89 millió |
| 62.  | 18. | Áldozatok (The Law of Sacrifice)                         | Terrence O'Hara       | Michael Golamco            | 2014. április 11. 2015. április 21.  | 4,73 millió |
| 63.  | 19. | Trubel a rengetegben (Nobody Knows the Trubel I've Seen) | Norberto Barba        | Jim Kouf & David Greenwalt | 2014. április 25. 2015. április 21.  | 4,39 millió |
| 64.  | 20. | Pygmalion (My Fair Wesen)                                | Clark Mathis          | Sean Calder                | 2014. május 2. 2015. április 28.     | 4,93 millió |
| 65.  | 21. | Az örökség (The Inheritance)                             | Eric Laneuville       | Dan E. Fesman              | 2014. május 9. 2015. április 28.     | 4,78 millió |
| 66.  | 22. | Szőkének áll a világ (Blond Ambition)                    | Norberto Barba        | Jim Kouf & David Greenwalt | 2014. május 16. 2015. május 5.       | 5,34 millió |

### Negyedik évad (2014-2015)
| Sor. | Év. | Cím                                                               | Rendező            | Író                           | Premier                              | Nézettség   |
| ---- | --- | ----------------------------------------------------------------- | ------------------ | ----------------------------- | ------------------------------------ | ----------- |
| 67.  | 1.  | Köszönöm az emlékeket (Thanks for the Memories)                   | Norberto Barba     | David Greenwalt & Jim Kouf    | 2014. október 24. 2016. március 22.  | 5,28 millió |
| 68.  | 2.  | Polipfej (Octopus Head)                                           | Terrence O'Hara    | David Greenwalt & Jim Kouf    | 2014. október 31. 2016. március 22.  | 4,54 millió |
| 69.  | 3.  | Dühöngő bika (The Last Fight)                                     | Paul Kaufman       | Thomas Ian Griffith           | 2014. november 7. 2016. március 29.  | 4,93 millió |
| 70.  | 4.  | A gólem (Dyin' on a Prayer)                                       | Tawnia McKiernan   | Sean Calder                   | 2014. november 14. 2016. március 29. | 5,01 millió |
| 71.  | 5.  | A feleség aki farkast kiáltott (Cry Luison)                       | Eric Laneuville    | Michael Golamco               | 2014. november 21. 2016. április 5.  | 5,43 millió |
| 72.  | 6.  | A könnyek országútja (Highway of Tears)                           | John Behring       | Alan DiFiore                  | 2014. november 28. 2016. április 5.  | 5,17 millió |
| 73.  | 7.  | A Grimm, aki ellopta a karácsonyt (The Grimm Who Stole Christmas) | John Gray          | Dan E. Fesman                 | 2014. december 5. 2016. április 12.  | 4,96 millió |
| 74.  | 8.  | Chupakabra (Chupacabra)                                           | Aaron Lipstadt     | Brenna Kouf                   | 2014. december 12. 2016. április 12. | 5,07 millió |
| 75.  | 9.  | Fajtiszták (Wesenrein)                                            | Hanelle Culpepper  | Thomas Ian Griffith           | 2015. január 16. 2016. április 19.   | 4,62 millió |
| 76.  | 10. | Ítélőszék (Tribunal)                                              | Peter Werner       | David Greenwalt & Jim Kouf    | 2015. január 23. 2016. április 19.   | 5,02 millió |
| 77.  | 11. | Míg a halál el nem választ (Death Do Us Part)                     | Constantine Makris | Jeff Miller                   | 2015. január 30. 2016. április 26.   | 4,85 millió |
| 78.  | 12. | Csendőrség (Maréchaussée)                                         | Eric Laneuville    | David Greenwalt & Jim Kouf    | 2015. február 6. 2016. április 26.   | 4,67 millió |
| 79.  | 13. | Tűzpróba (Trial by Fire)                                          | Norberto Barba     | Sean Calder                   | 2015. február 13. 2016. május 3.     | 4,86 millió |
| 80.  | 14. | Balszerencse (Bad Luck)                                           | Terrence O'Hara    | Thomas Ian Griffith           | 2015. március 20. 2016. május 3.     | 4,78 millió |
| 81.  | 15. | Párosan szép az élet (Double Date)                                | Karen Gaviola      | Brenna Kouf                   | 2015. március 27. 2016. május 10.    | 4,93 millió |
| 82.  | 16. | Szívtipró (Heartbreaker)                                          | Rob Bailey         | Dan E. Fesman                 | 2015. április 3. 2016. május 10.     | 4,51 millió |
| 83.  | 17. | Telelő (Hibernaculum)                                             | John Behring       | Michael Golamco               | 2015. április 10. 2016. május 17.    | 4,76 millió |
| 84.  | 18. | Mishipeshu (Mishipeshu)                                           | Omar Madha         | Alan DiFiore                  | 2015. április 17. 2016. május 17.    | 4,54 millió |
| 85.  | 19. | Vasjankó (Iron Hans)                                              | Sebastián Silva    | David Greenwalt & Jim Kouf    | 2015. április 24. 2016. május 24.    | 4,66 millió |
| 86.  | 20. | Hasfelmetsző (You Don't Know Jack)                                | Terrence O'Hara    | Sean Calder & Michael Golamco | 2015. május 1. 2016. május 24.       | 4,22 millió |
| 87.  | 21. | Fejfájás (Headache)                                               | Jim Kouf           | David Greenwalt & Jim Kouf    | 2015. május 8. 2016. május 31.       | 4,21 millió |
| 88.  | 22. | Leszámolás (Cry Havoc)                                            | Noberto Barba      | Thomas Ian Griffith           | 2015. május 15. 2016. május 31.      | 4,74 millió |

### Ötödik évad (2015-2016)
| Sor. | Év. | Cím                                                       | Rendező           | Író                        | Premier                               | Nézettség   |
| ---- | --- | --------------------------------------------------------- | ----------------- | -------------------------- | ------------------------------------- | ----------- |
| 89.  | 1.  | A Grimm-rejtély (The Grimm Identity)                      | Eric Laneuville   | David Greenwalt & Jim Kouf | 2015. október 30. 2016. november 29.  | 4,04 millió |
| 90.  | 2.  | Keverék veszélyben (Clear and Wesen Danger)               | Norberto Barba    | Thomas Ian Griffith        | 2015. november 6. 2016. november 29.  | 3,78 millió |
| 91.  | 3.  | Az elveszett fiúk (Lost Boys)                             | Aaron Lipstadt    | Sean Calder                | 2015. november 13. 2016. december 6.  | 3,66 millió |
| 92.  | 4.  | Próbatétel (Maiden Quest)                                 | Hanelle Culpepper | Brenna Kouf                | 2015. november 20. 2016. december 6.  | 3,62 millió |
| 93.  | 5.  | A patkánykirály (The Rat King)                            | David Solomon     | Jeff Miller                | 2015. december 4. 2016. december 13.  | 3,69 millió |
| 94.  | 6.  | A keveréklények éjszakája (Wesen Nacht)                   | Darnell Martin    | David Greenwalt & Jim Kouf | 2015. december 11. 2016. december 13. | 3,64 millió |
| 95.  | 7.  | Eve forduló (Eve of Destruction)                          | John Behring      | Thomas Ian Griffith        | 2016. január 29. 2016. december 20.   | 3,81 millió |
| 96.  | 8.  | Hüllő hopp (A Reptile Dysfunction)                        | David Straiton    | Michael Golamco            | 2016. február 5. 2016. december 20.   | 4,42 millió |
| 97.  | 9.  | Eve forduló (Star-Crossed)                                | Carlos Avila      | Sean Calder                | 2016. február 12. 2016. december 27.  | 4,19 millió |
| 98.  | 10. | A hét lovag térképe (Map of the Seven Knights)            | Aaron Lipstadt    | Jim Kouf                   | 2016. február 19. 2016. december 27.  | 4,04 millió |
| 99.  | 11. | Kulcsmozzanat (Key Move)                                  | Eric Laneuville   | Thomas Ian Griffith        | 2016. március 4. 2017. január 3.      | 4,26 millió |
| 100. | 12. | A fekete erdő kincse (Into the Schwarzwald)               | Norberto Barba    | David Greenwalt & Jim Kouf | 2016. március 11. 2017. január 3.     | 3,91 millió |
| 101. | 13. | Álarc (Silence of the Slams)                              | David Straiton    | Brenna Kouf                | 2016. március 18. 2017. január 10.    | 4,20 millió |
| 102. | 14. | Likantrópia (Lycanthropia)                                | Lee Rose          | Jeff Miller                | 2016. március 25. 2017. január 10.    | 4,32 millió |
| 103. | 15. | Örök ifjúság (Skin Deep)                                  | Karen Gaviola     | Michael Golamco            | 2016. április 1. 2017. január 17.     | 4,05 millió |
| 104. | 16. | A hívő (The Believer)                                     | John Behring      | David Greenwalt & Jim Kouf | 2016. április 8. 2017. január 17.     | 4,25 millió |
| 105. | 17. | Inugami (Inugami)                                         | Sharat Raju       | Kyle McVey                 | 2016. április 15. 2017. január 24.    | 3,75 millió |
| 106. | 18. | Csont nélkül (Good to the Bone)                           | Peter Werner      | Martin Weiss               | 2016. április 22. 2017. január 24.    | 3,89 millió |
| 107. | 19. | Rendőrbe bújt farkas (The Taming of the Wu)               | Terrence O'Hara   | Brenna Kouf                | 2016. április 29. 2017. január 31.    | 3,76 millió |
| 108. | 20. | Zűrös éjszaka (Bad Night)                                 | Norberto Barba    | Sean Calder                | 2016. május 13. 2017. január 31.      | 3,39 millió |
| 109. | 21. | A vég kezdete 1. rész (The Beginning of the End, Part I)  | David Greenwalt   | David Greenwalt & Jim Kouf | 2016. május 20. 2017. február 7.      | 4,03 millió |
| 110. | 22. | A vég kezdete 2. rész (The Beginning of the End, Part II) | Norberto Barba    | Thomas Ian Griffith        | 2016. május 20. 2017. február 7.      | 4,03 millió |

### Hatodik évad (2017)
| Sor. | Év. | Cím                                      | Rendező         | Író                        | Premier                               | Nézettség   |
| ---- | --- | ---------------------------------------- | --------------- | -------------------------- | ------------------------------------- | ----------- |
| 111. | 1.  | Szökevény (Fugitive)                     | Aaron Lipstadt  | David Greenwalt & Jim Kouf | 2017. január 6. 2017. szeptember 9.   | 4,49 millió |
| 112. | 2.  | Szorul a hurok (Trust Me Knot)           | John Gray       | David Greenwalt & Jim Kouf | 2017. január 13. 2017. szeptember 16. | 4,24 millió |
| 113. | 3.  | A kopírozó kopó (Oh Captain, My Captain) | David Giuntoli  | Thomas Ian Griffith        | 2017. január 20. 2017. szeptember 23. | 4,29 millió |
| 114. | 4.  | A gyerekrabló (El Cuegle)                | Carlos Avila    | Brenna Kouf                | 2017. január 27. 2017. szeptember 30. | 4,28 millió |
| 115. | 5.  | Hétvégi vágyakozás (The Seven Year Itch) | Lee Rose        | Jeff Miller                | 2017. február 3. 2017. október 6.     | 4,08 millió |
| 116. | 6.  | Lidércnyomás (Breakfast in Bed)          | Julie Herlocker | Kyle McVey                 | 2017. február 10. 2017. október 14.   | 4,00 millió |
| 117. | 7.  | A szerelem vak (Blind Love)              | Aaron Lipstadt  | Sean Calder                | 2017. február 17. 2017. október 21.   | 3,92 millió |
| 118. | 8.  | Újjászületés (The Son Also Rises)        | Peter Werner    | Todd Milliner & Nick Peet  | 2017. február 24. 2017. október 28.   | 4,01 millió |
| 119. | 9.  | Fapofa (Tree People)                     | Jim Kouf        | Brenna Kouf                | 2017. március 3. 2017. november 4.    | 4,23 millió |
| 120. | 10. | Vérmágia (Blood Magic)                   | Janice Cooke    | Thomas Ian Griffith        | 2017. március 10. 2017. november 11.  | 3,95 millió |
| 121. | 11. | Vadvirág (Where the Wild Things Were)    | Terrence O'Hara | Brenna Kouf                | 2017. március 17. 2018. április 26.   | 3,96 millió |
| 122. | 12. | A pusztulás napja (Zerstörer Shrugged)   | Aaron Lipstadt  | Breanna Kouf               | 2017. március 24. 2018. április 27.   | 4,14 millió |
| 123. | 13. | Itt a vége (The End)                     | David Greenwalt | David Greenwalt & Jim Kouf | 2017. március 31. 2018. április 30.   | 4,33 millió |